# Albens
Albens este o comună în departamentul Savoie din sud-estul Franței. În 2009 avea o populație de 3.189 de locuitori.

## Evoluția populației
| An        | 1975  | 1982  | 1990  | 1999  | 2006  | 2009  |
| --------- | ----- | ----- | ----- | ----- | ----- | ----- |
| Populație | 1.661 | 2.150 | 2.439 | 2.650 | 3.025 | 3.189 |